# Norddeutsche Fußballmeisterschaft 1905/06

Logo von Victoria Hamburg

Die norddeutsche Fußballmeisterschaft 1905/06 war der erste vom Norddeutschen Fußball-Verband organisierte Wettbewerb. Sieger wurde Victoria Hamburg. In der Endrunde um die deutsche Meisterschaft erreichten die Hamburger das Viertelfinale.

## Teilnehmer
| Bezirk                | Teilnehmer             |
| --------------------- | ---------------------- |
| Braunschweig          | Eintracht Braunschweig |
| Bremen                | Werder Bremen          |
| Hamburg-Altona(er FB) | Victoria Hamburg       |
| Hannover              | Hannover 96            |
| Kiel                  | Holstein Kiel          |
| Mecklenburg           | Rostocker FC           |

## Ergebnisse

### Viertelfinale
Gespielt wurde am 4. März 1906. Die Partie Rostock gegen Holstein fand auf neutralem Platz in Lübeck statt. Werder Bremen und Victoria Hamburg erhielten ein Freilos.
|                        | Ergebnis |              |
| ---------------------- | -------- | ------------ |
| Eintracht Braunschweig | 6:3      | Hannover 96  |
| Holstein Kiel          | 10:10    | Rostocker FC |

### Halbfinale
Gespielt wurde am 11. sowie 18. März 1906, jeweils auf neutralen Plätzen (Eintracht siegte am 11. in Hannover, Victoria am 18. in Altona)
|                        | Ergebnis |               |
| ---------------------- | -------- | ------------- |
| Eintracht Braunschweig | 5:2      | Werder Bremen |
| Victoria Hamburg       | 5:2      | Holstein Kiel |

### Finale
Gespielt wurde am 8. April 1906 in Braunschweig.
|                        | Ergebnis |                  |
| ---------------------- | -------- | ---------------- |
| Eintracht Braunschweig | 2:5      | Victoria Hamburg |

Victoria: Lauritzen – Behrmann, Lodding – Eikhof, Frankenthal, Hans Weymar – Gehrts, Garrn, Hagenah, Fricke, Dietze (auch eingesetzt: Bouvy, Carl Weymar).